# Gullfoss
Gullfoss (em português: Catarata Dourada) é uma queda de água da Islândia, situada na região de Sudurland, ao sul do país, a 100km de Reiquiavique.
Tem uma altura de 32m e uma largura de 70m, e transporta a água do rio Hvítá, proveniente do glaciar Langjökull.
Juntamente com o Parque Nacional de Thingvellir e o vale com atividade geotérmica de Haukadalur, faz parte do Círculo Dourado, um circuíto turístico com partida e chegada em Reiquiavique.

## Ligações externas

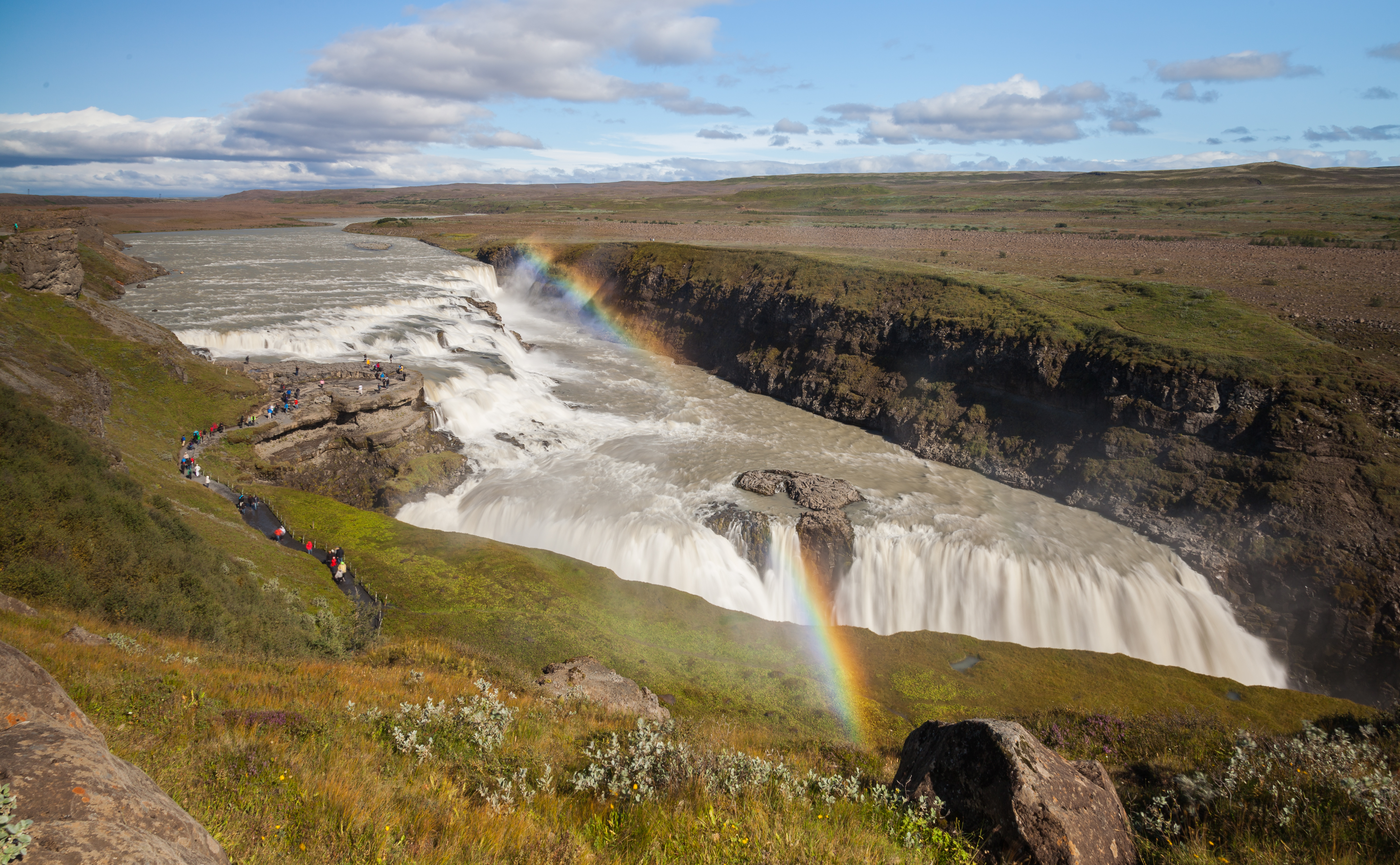
Gullfoss no verão